# Indirana semipalmata
Indirana semipalmata är en groddjursart som först beskrevs av George Albert Boulenger 1882.  Indirana semipalmata ingår i släktet Indirana och familjen Ranixalidae. IUCN kategoriserar arten globalt som livskraftig. Inga underarter finns listade i Catalogue of Life.